# Mariestad
Mariestad è una città della Svezia, capoluogo del comune omonimo, nella contea di Västra Götaland.